# 이호범 (바둑 기사)
이호범(李浩範, 1992년 1월 1일 ~ )은 대한민국의 바둑 기사이다.

## 약력
경기고 안성시 출신으로 7세에 바둑에 입문했고, 양천대일 도장에서 바둑을 배웠다. 동양공업고등학교에 재학하던 2008년 제115회 입단대회에서 김세동과 함께 공동1위를 통해 입단하였다. 2010년 2단을 거쳐 2011년 3단으로 승단했다. 2012년 제14회 농심 신라면배 세계바둑 최강전에서 탄샤오를 상대로 1승을 했다. 2013년 4단을 거쳐 2015년 7월에 5단으로 승단하였다. 2016년 제3회 바이링배 본선에 진출했고 6단으로 승단했다. 2021년 7단에 올랐다.